# Stanley Pringle
Stanley Pringle (ur. 5 marca 1987 w Virginia Beach w stanie Wirginia) – amerykański koszykarz pochodzenia filipińskiego. W sezonie 2010/2011 występował w Polskiej Lidze Koszykówki w klubie Siarka Tarnobrzeg. Na sezon 2011/2012 związał się z ukraińską drużyną Dnipro Azot Dnieprodzierżyńsk.
Posiada również filipińskie obywatelstwo. Z reprezentacją tego kraju w 2018 zajął 11. miejsce w mistrzostwach świata w koszykówce 3x3.

## Przebieg kariery
- 2005-2007: Pasco-Hernando CC (NJCCA)
- 2007-2009: Penn State (NCAA)
- 2009-2010: Stella Artois Leuven Bears
- 2010-2011: Siarka Tarnobrzeg
- 2011-2012: Dnipro Azot Dnieprodzierżyńsk
- 2014-2018: NorthPort Batang Pier
- 2018-2019: Barangay Ginebra Kings, NorthPort Batang Pier
- 2019-2024: Barangay Ginebra Kings